# Mouvement national pour la stabilité et le progrès
Pour les articles homonymes, voir Mouvement national.
Ne doit pas être confondu avec Parti de la stabilité et du progrès social.
 (avril 2018).
Si vous disposez d'ouvrages ou d'articles de référence ou si vous connaissez des sites web de qualité traitant du thème abordé ici, merci de compléter l'article en donnant les références utiles à sa vérifiabilité et en les liant à la section « Notes et références ».
Le Mouvement national pour la stabilité et le progrès (en bulgare : Национално движение за стабилност и възход, NDSV) est un parti politique bulgare centriste et libéral.

## Histoire
Il est fondé en 2001 par l'ancien roi Siméon II sous le nom de Mouvement national Siméon-II (Национално движение Симеон Втори, NDSV) et prend son nom actuel le 3 juin 2007.
Lors des élections législatives du 17 juin 2001, le mouvement obtient 42,7 % des suffrages et 119 sièges sur 240, soit 2 de moins que la majorité absolue. Après quelques hésitations, l'ancien roi accepte de prendre la tête du gouvernement, le 24 juillet suivant, sous l'appellation civile Simeon Sakskoburggotski (Симеон Сакскобургготски, parfois francisé en Siméon de Saxe-Cobourg-Gotha dans les médias francophones) et, selon ses termes, d'entreprendre de « remettre la Bulgarie au travail ».
La Bulgarie inaugure à son tour une ère de cohabitation institutionnelle avec le président de la République, d'abord avec Petar Stoyanov, chef de file de l'ancienne coalition de droite jusqu'en janvier 2002, puis avec Gueorgui Parvanov, issu des rangs du Parti socialiste bulgare (PSB, ex-communistes).
Des élections locales survenues entre-temps se traduisent par un regain de faveur des socialistes, peut-être dû à de sévères mesures économiques prises par le gouvernement du MNS. À l'issue des élections législatives du 25 juin 2005, Le MNS est largement devancé par le PSB et participe jusqu'en 2009 à un gouvernement de coalition avec celui-ci. Aux élections législatives suivantes, le MNS ne recueille que 3 % des voix et perd toute représentation parlementaire.
Lors des élections européennes de 2014, le MNS se présente sous l'étiquette de « Coalition des démocrates unis » (KOD) avec deux autres petites formations, Bulgarie unie et le Parti social-démocrate, mais avec moins de 1 % des voix ne remporte aucun mandat de député. De nouveau en lice pour le scrutin européen de 2019, en alliance avec Temps nouveaux, le MNS termine à la huitième place avec 1 % des voix.
En 2023, le parti tente un retour sur la scène politique avec l'élection à sa présidence de Stanimir Ilchev. Cependant, le MNS présente une liste aux élections législatives du 2 avril où il n'obtient que 0,25 % des voix.